# Romaric
Christian Koffi Ndri (normalt bare kendt som Romaric) (født 4. juni 1983 i Abidjan, Elfenbenskysten) er en ivoriansk fodboldspiller, der spiller som midtbanespiller hos den franske Ligue 1-klub Bastia. Han har spillet for klubben siden 2013. Tidligere har han optrådt for ASEC Mimomas i sit hjemland, for KSK Beveren i Belgien, for franske Le Mans UC72, for spanske Sevilla & Real Zaragoza samt et lejeophold hos Espanyol. 
Med Sevilla var Romaric i 2010 med til at vinde den spanske pokalturnering, Copa del Rey.

## Landshold
Romaric har (pr. 30. januar 2013) spillet 47 kampe og scoret fem mål for Elfenbenskystens landshold, som han debuterede for i 2005. Han har repræsenteret sit land ved VM i 2006 og VM i 2010, samt ved Africa Cup of Nations i både 2006 og 2008.

## Titler
Copa del Rey
- 2010 med Sevilla FC